# Kobenni
Kobenni es una comuna o municipio del departamento de Kobenni, en la región de Hodh el Gharbi, en Mauritania. En marzo de 2013 presentaba una población censada de 11 833 habitantes.
Se encuentra ubicada al sur del país, sobre el desierto del Sahara, cerca de la frontera con Malí.